# Eureciclo
A eureciclo® é uma empresa que atua no mercado de reciclagem e gestão de resíduos, buscando soluções sustentáveis para minimizar o impacto ambiental causado pelo descarte inadequado de materiais. Ela oferece certificados de reciclagem para empresas que desejam compensar o impacto ambiental gerado pelo seu consumo de papel, plástico, vidro, alumínio e outros materiais. Além disso, a eureciclo® também realiza projetos de conscientização e educação ambiental para empresas e comunidades.